# Baba-Nyonya

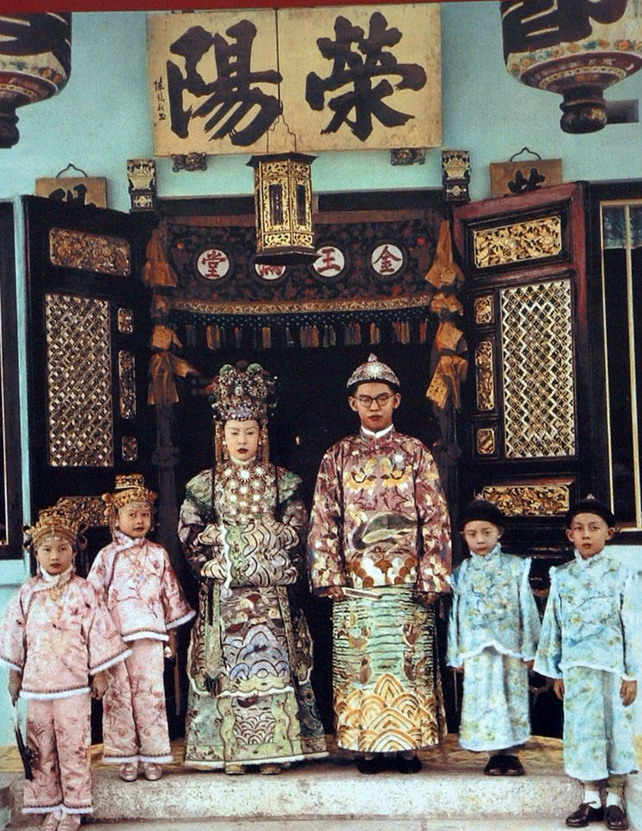
Hochzeitsfoto eines Peranakan-Paares aus Penang (1941)

Die Baba-Nyonya oder Peranakan sind eine in Malaya lebende ethnische Gruppe, die ursprünglich aus der Verbindung von malaiischen Frauen und chinesischen Männern entstand. Die chinesischen Männer waren als Lohnarbeiter nach Malaya emigriert.
Baba bezeichnet einen männlichen Angehörigen dieser Gruppe, Nyonya einen weiblichen. Baba-Nyonya und Peranakan sind gleichbedeutende Sammelbezeichnungen. Sie werden auch Straits-Chinesen (nach der Straße von Malakka) genannt.
Das Wort „Peranakan“ wird auch gebraucht, um chinesischstämmige Indonesier zu bezeichnen. In beiden Fällen bezeichnet „Peranakan“ Abkömmlinge von Eltern verschiedener Ethnie.
Durch diese interkulturellen Ehen bildete sich eine Gesellschaft, die durch sinomalaiische Kultur geprägt wurde. Das kulturell vorherrschende chinesische Element blieb dauerhaft erhalten, da auch in den folgenden Generationen Ehen meist innerhalb der ethnischen Gruppe oder mit Chinesen geschlossen wurden.
Die meisten Peranakan haben Hokkien-Vorfahren; einige stammen von Teochew und Kantonesen ab. Aufzeichnungen aus dem 19. und dem frühen 20. Jahrhundert besagen, dass junge Peranakan-Männer ihre Braut üblicherweise innerhalb der örtlichen Peranakan-Gemeinschaft suchten. Peranakan-Familien holten oft auch junge Frauen aus China zur Heirat oder sandten ihre Töchter nach China, um einen Ehemann zu finden. Ausgehend von der malaiisch-chinesischen Mischung sollte das chinesische Element gestärkt werden.
In der multikulturellen malaysischen Gesellschaft soll das malaiische Element staatlich gefördert dominieren. Dies führt im Gegenzug zu einer Segregation der chinesischen und indischen Minderheitsethnien: Man lebt zwar zusammen in einem Staat, jedoch wird in den Gruppen teils auch Abgrenzung betrieben. Die malaysische Gesellschaft ist somit keine einheitlich gewordene Mischkultur, sondern die einzelnen Gruppen leben eher nebeneinanderher und tolerieren halbwegs friedlich die Anwesenheit „der anderen“.
Schärfer noch grenzt sich dies in Indonesien ab: Dort war beispielsweise über lange Zeit der Gebrauch chinesischer Schriftzeichen schlicht verboten.
Es gibt auch eine kleine Gruppe indischer Peranakan, bekannt unter dem Namen Chitty: In ihrer Gruppe mischen sich chinesische und indische Ethnien.

## Geschichte
Obwohl sich die Gesellschaft der Baba-Nyonyas erst gegen Ende des 19. Jahrhunderts ausbildete, hat die chinesische Ansiedlung in Malaya eine lange Vorgeschichte:
In der späten Tang-Dynastie (618–907) und frühen Song-Dynastie (960–1279) siedelten sich erste chinesische Händler aus Fujian in Malaya an. In der Yuan-Dynastie (1279–1378) erreichte ihr Heimathafen Xiamen seinen Zenit als Chinas Haupthafen. Es wurden Vogelnester (eine Delikatesse), Zinn, Rattan, Betelwachs und andere Produkte Malayas gehandelt.
In der Ming-Dynastie wurde der Außenhandel an Guangzhou in der Guangdong-Provinz vergeben. Dennoch betrieben die Hokkien ihren Handel illegal weiter, und ihre überseeischen Siedlungen begannen sich von China abzunabeln.
Im 15. Jahrhundert zahlten die Stadtstaaten der malaiischen Halbinsel oftmals Tributzahlungen an China und an den König von Siam/Thailand. Als Antwort auf diese Tributzahlungen bekam der Sultan von Malakka einmal eine chinesische Prinzessin übersandt. Die Dienerschaft, die die Prinzessin begleitete, weitete sich in der Nachkommenschaft zu Straits-geborenen Chinesen aus.
Die Peranakan behielten das meiste ihres ethnischen und religiösen Ursprungs, nahmen jedoch die Sprache und Kultur der Malaiien an. Sie entwickelten so eine einzigartige Kultur und eine eigene Küche. Viele Quellen behaupten, dass die frühen Peranakan sich mit lokaler Bevölkerung der Malaien mischten, jedenfalls deutet der Mangel an physischen Merkmalen für viele Experten darauf hin, dass die chinesische Ethnie ziemlich ausgehöhlt ist. Die Peranakan sandten oft ihre Söhne und Töchter nach China, um sich Ehepartner zu suchen. In den frühen Jahren nach 1800 verstärkten weitere chinesische Immigranten die Peranakan-Bevölkerung.

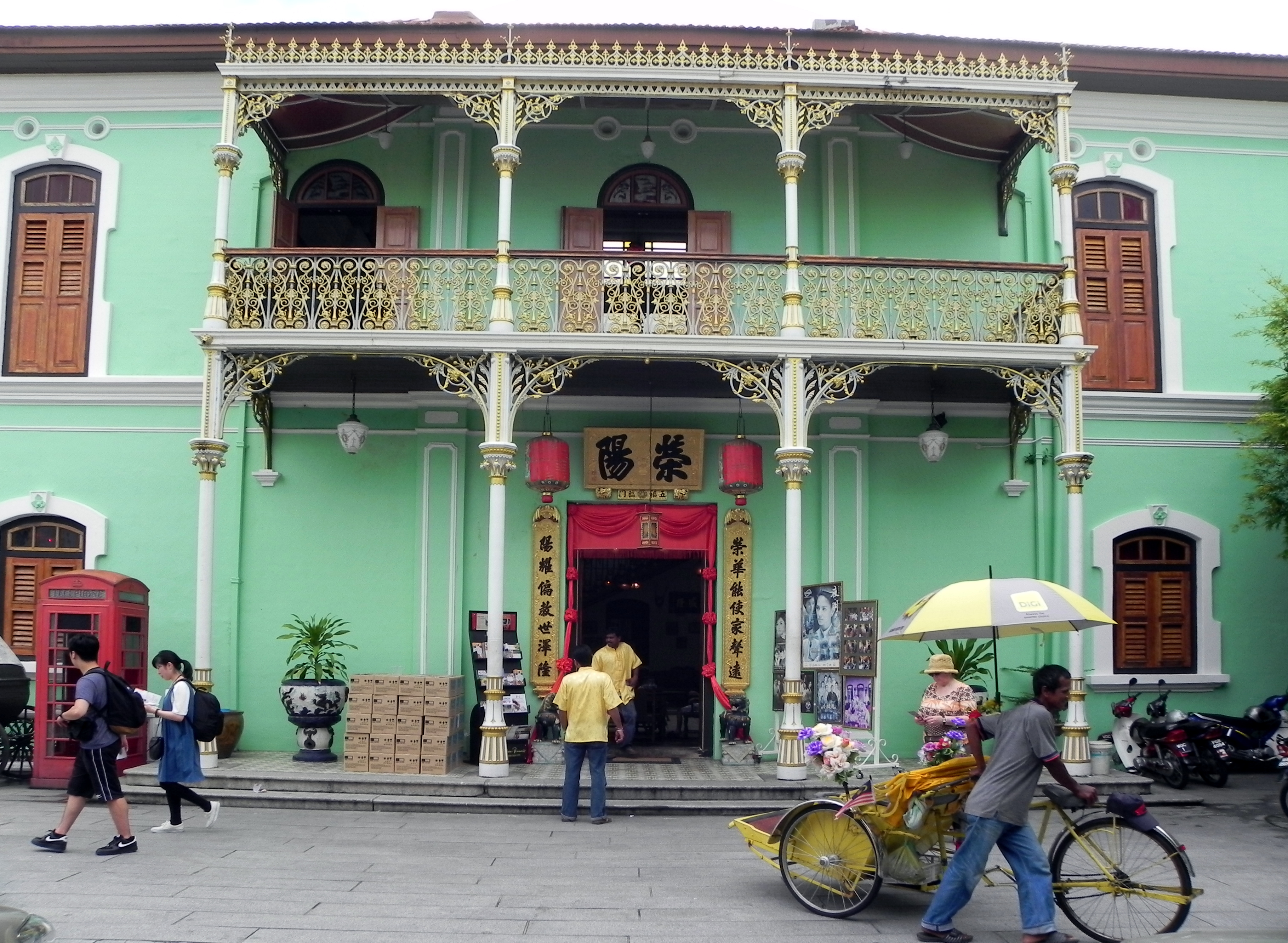
Pinang Peranakan Mansion in George Town (Penang)

Auch verbot die Religion der Malaien, der Islam, die Heirat ohne vorherige Konversion des Ehepartners zum Islam. Die Gedankenwelt des Islam ist jedoch Chinesen weitenteils fern. Somit fanden junge Menschen mit kulturell chinesischem Hintergrund nur schwer malaiische Partner zur Heirat.
In der Mitte des zwanzigsten Jahrhunderts wurden die meisten Peranakan auch in englischer Sprache ausgebildet als Resultat der britischen Kolonialisierung. Weil die Peranakan schnell die englische Kultur annahmen, wurden oftmals hohe Verwaltungsaufgaben an Straits-Chinesen bzw. Peranakan vergeben. Die Interaktion mit Engländern veranlasste etliche Peranakan auch zur Konversion zum Christentum. Insbesondere die chinesischstämmige Bevölkerung in Nordborneo ist großenteils christlich.
Die Peranakan wurden sehr einflussreich in Malakka und Singapur und wurden bekannt als „des Königs Chinesen“ wegen ihrer ausgewiesenen Loyalität zur britischen Krone. Aufgrund ihrer vielseitigen Interaktionen mit den verschiedenen Sprachen und Kulturen waren die meisten Peranakan bis zur Mitte des zwanzigsten Jahrhunderts in der Lage, dreisprachig zu kommunizieren mit Chinesen, Briten und Malaiien.
Ihre gewöhnlichen Berufe waren Kaufmann, Händler, und generell Vermittler zwischen China, Malaya und dem Westen. Letzteres wurde besonders geschätzt von den Briten, weil die Babas auch gute Beziehungen zu den Malaiien unterhielten und als Ratgeber an den malaiischen Sultanshöfen fungierten. Tatsächlich ist der Ausdruck „Baba“ ein ehrenhaftes malaiisches Wort, wahrscheinlich von Hindi / Sanskrit abgeleitet: Baba bedeutet Großvater oder Vater, und wird gebraucht als Wort der Verehrung und Zuneigung für einen älteren Herrn. In gleicher Weise ist Nyonya das freundliche Wort für Großmutter. Insofern wären eher ältere Leute mit „Baba-Nyonya“ richtig bezeichnet, „Peranakan“ hingegen ist allgemeiner.
Während der britischen Kolonialzeit waren die Peranakan / Baba-Nyonya wegen ihrer wirtschaftlichen Überlegenheit die einflussreichste Gruppe. Da sie von der Kolonialmacht stark gefördert wurde, engagierten sie sich politisch häufig gegen die Malaien.
Heute gliedern sich die Peranakan / Baba-Nyonya immer mehr in der Gemeinschaft der in Malaysia und Singapur ansässigen Auslandschinesen ein, wodurch sie ihre kulturelle Eigenständigkeit mehr und mehr einbüßen. Parallel dazu werden aber bestimmte Teile ihrer Kultur von staatlicher Seite gefördert, da sie als wesentlicher Teil der malaysischen und singapurischen Geschichte verstanden werden. So präsentiert das Peranakan Museum in Singapur die ganze Bandbreite der Peranakan-Kultur.

## Sprache
Ihre Sprache, Baba Malay [Bahasa Melayu Baba], ist ein Dialekt der malaiischen Sprache, der viele Hokkien-Wörter enthält. Es ist eine aussterbende Sprache, und der zeitgenössische Gebrauch ist begrenzt auf ältere Menschen. Dies gilt auch für die Peranakan-Kultur insgesamt.
In Singapur sind Peranakan ethnisch als Chinesen durch die Politik der Regierung klassifiziert. Weil die Erziehung außer auf Englisch in einer Zweitsprache (dort „Muttersprache“ genannt) auf der ethnischen Zugehörigkeit basiert, sind sie gehalten, Mandarin zu lernen, anstelle der malaiisch dominierten Sprache Baba Malay in den Familien. In Malaysia hingegen hat die Standardisierung der Sprache Bahasa Melayu Malaysia, die verpflichtend ist für alle ethnischen Gruppen, zum allmählichen Verschwinden der einzigartigen Merkmale von Baba Malay geführt.

## Kultur

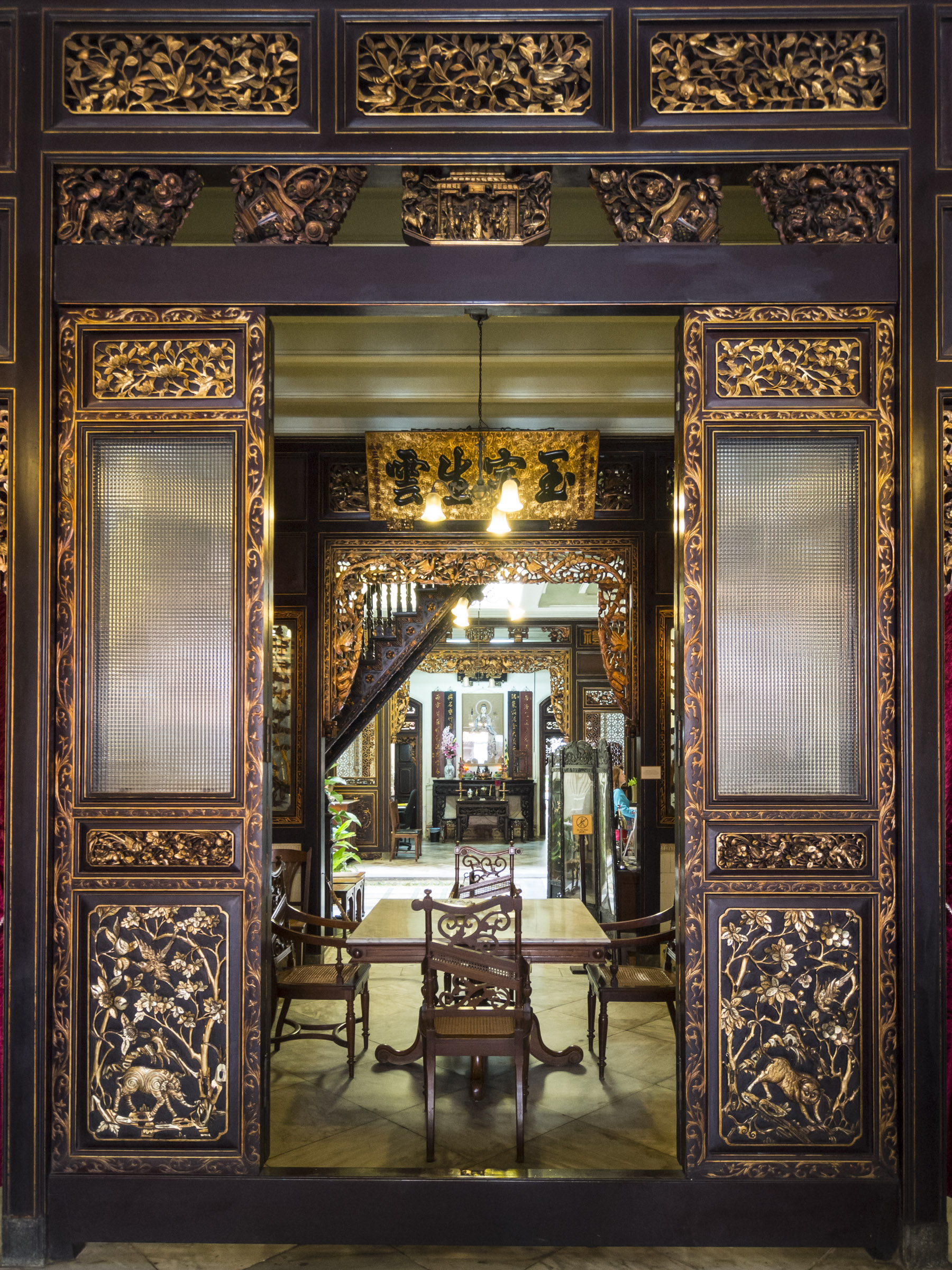
Einrichtung im Baba and Nyonya House Museum von Malakka

Die Kultur der Peranakan oder Baba-Nyonya wird gleichermaßen von chinesischen und malaiischen Elementen geformt. Das Alltagsleben, wie beispielsweise Sprache und Küche, wird von malaiischen Elementen bestimmt, während bei Religion und wichtigen Bräuchen wie Hochzeiten, Begräbnissen und Ahnenverehrung die chinesischen Traditionen erhalten blieben. Aufgrund der früheren räumlichen Isolation der einzelnen Gemeinden gibt es zudem große Unterschiede zwischen den lokalen Ausprägungen.
Die Baba-Nyonya werden heute manchmal als die „ersten Malaysier“ oder die „ersten Singapurer“ betrachtet, insbesondere von Gruppen, die die multikulturelle Ausrichtung der Staaten betonen wollen. Gleichzeitig verstärkt sich aber die Assimilation der Baba-Nyonya in die Gemeinschaft der Auslandschinesen, was vermutlich zu einem Aussterben als eigenständige Gruppe führen wird, wenn auch einige kulturelle Elemente erhalten bleiben.
Historisch-kulturelle Objekte der Baba-Kultur werden in Kulturellen Häusern in der Heereen Street und der Jonker Street in Malakka und in Penang ausgestellt sowie im Peranakan-Museum in Singapur. Dort kann man Möbel sehen, Essensgegenstände und auch traditionelle Bekleidung. Es gibt auch eine kleine Anzahl von „Nyonya“-Restaurants in Singapur, Penang, Malakka, und an der Westküste Malaysias.

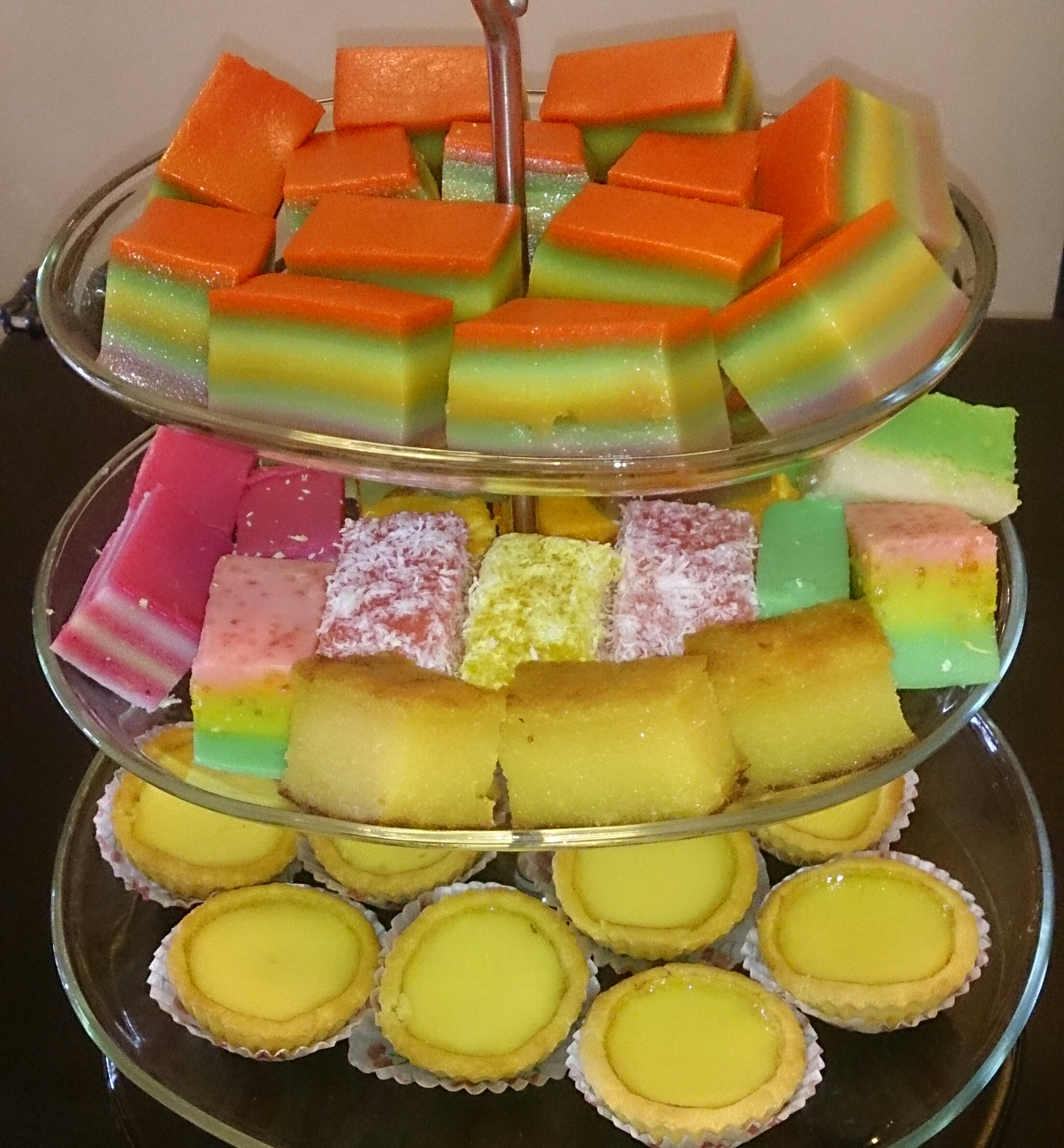
Nyonya Kueh (oder Kuih) sind beliebte Süßigkeiten in Malaysia und Singapur

Die Peranakan assimilierten sich teilweise an die malaiische Kultur, insbesondere in der Ernährung, Kleidung und Sprache, während sie andererseits einige chinesische Traditionen behielten (Religion, Namensgebung und ethnische Identität), und so eine kulturelle Fusion von eigener Art vollzogen. Insbesondere entwickelte sich aus dem malaiischen Einfluss eine eigenständige Küche mit den Gewürzen der malaiischen Küche. Beispiele sind „Chicken Kapitan“, ein Hühnchencurrygericht, und „Inchi Kabin“, eine Nyonya-Version vom gebackenen Hähnchen.
Die Frauen, die Nyonyas, begannen den baju kebaya zu tragen, eine malaiische Kleidung, die im Westen am bekanntesten wurde als Kleidung der Stewardessen der Malaysia- und Singapore Airlines.
Jedenfalls sind die meisten Peranakan keine Muslime, sie haben die Tradition der Chinesen von den Vorfahren beibehalten, obwohl einige zum Christentum konvertierten. Die Hochzeitszeremonie basiert zum großen Teil auf der chinesischen Tradition und ist eine der faszinierendsten in Malaysia und Singapur.
Gründe für das Verschwinden ihrer Kultur liegen zumeist in rassischen, politischen und wirtschaftlichen Beschränkungen, hervorgerufen durch den Nationalismus in Malaysia. Ohne britische Unterstützung für ihre rassische Neutralität fühlen sich die Peranakan gedrängt, sich wieder in die chinesische Mainstreamkultur zu reintegrieren.